# Castelo de Alfeizerão

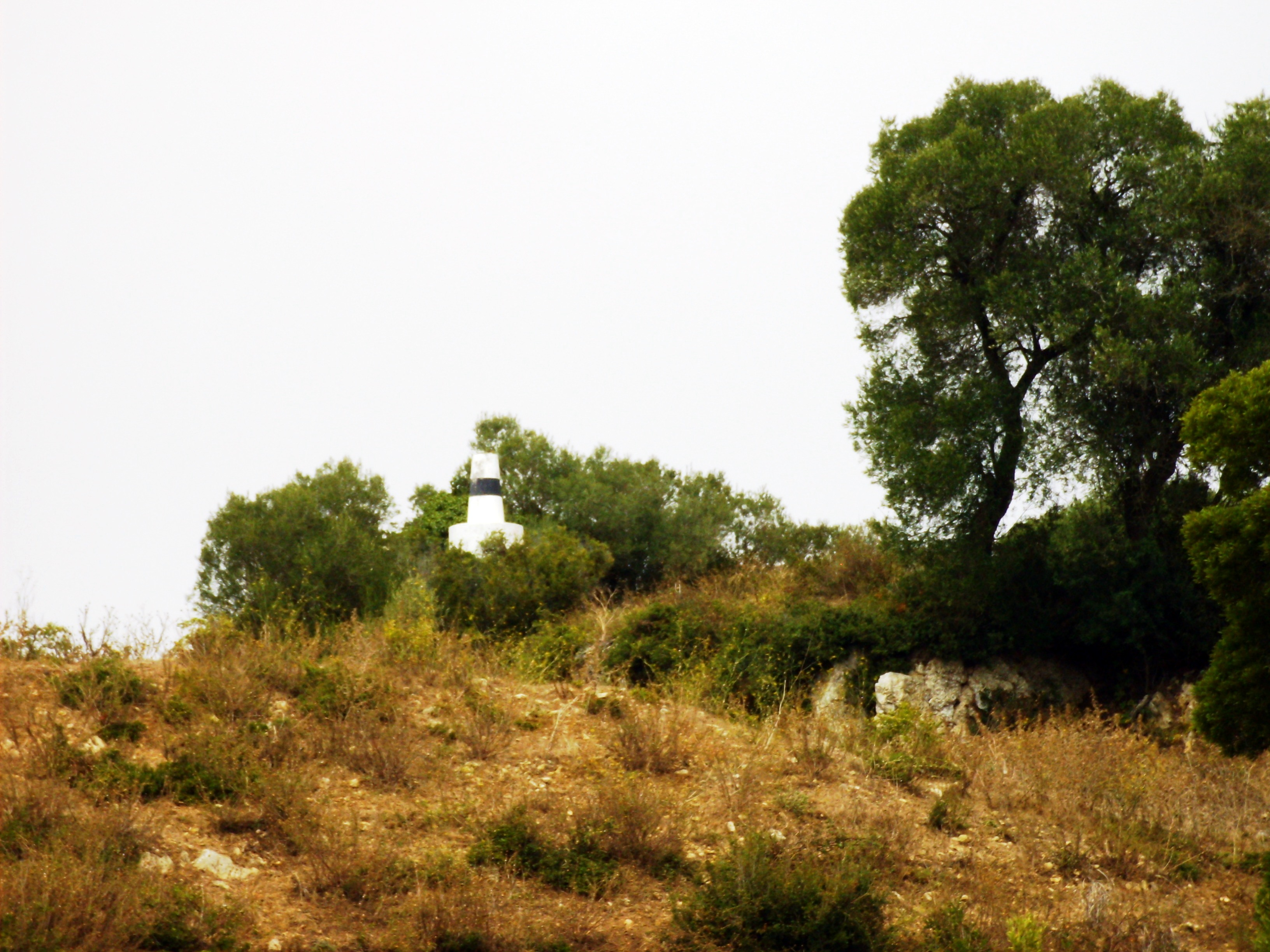
Castelo de Alfeizerão, Portugal: vestígios. Aproximadamente ao centro, o marco geodésico.

O Castelo de Alfeizerão, de que restam vestígios, localizava-se na povoação e na freguesia de Alfeizerão, no Município de Alcobaça, região Oeste portuguesa e província histórica da Estremadura.
Em posição dominante sobre uma colina, originalmente dominando um porto de mar, dista hoje cerca de três quilómetros da enseada de São Martinho do Porto. 

## História

### Antecedentes
Embora carecendo de aprofundamento das pesquisas, a primitiva ocupação desta região litorânea remonta à pré-história. Durante muito tempo admitiu-se (e muitos assim o escreveram) que se teria localizado aqui a Eburóbriga Galo-celta, que à época Romana se denominou Eburobrício (em latim: Eburobritium). Esta hipótese foi descartada a partir de 1995, pela descoberta da Eburobrício romana junto a Óbidos.
Parece provável, porém, em virtude de alguns achados e vestígios arqueológicos, e, ainda, interpretando o geógrafo Ptolomeu, que junto a Alfeizerão se tenha localizado Araducta. Esta tese é defendida pelo Prof. Vasco Gil Mantas, da Universidade de Coimbra.
Com base no topónimo e nas referências ao castelo, é costume atribuir aos Muçulmanos a fundação de Alfeizerão no século VIII. Nos nossos dias, porém, o Prof. Moisés Espírito Santo, da Universidade Nova de Lisboa, fez recuar a data da fundação ao tempo dos Fenícios, sustentando que o topónimo tem origem nos dialectos Púnicos que, segundo afirma, os Lusitanos falavam.

### O castelo medieval
No contexto da Reconquista cristã da Península Ibérica, a região foi tomada em 1147 pelas forças de D. Afonso Henriques (1112-1185), que teria determinado a sua reedificação, visando a defesa do trecho do litoral atlântico entre o promontório da Nazaré e a península de Peniche.
O mais antigo documento, até hoje conhecido, em que o topónimo aparece é uma carta de doação datada de 1287: Doaçam das cousas que entrarem pollo porto de selir a Rainha dona ysabel a fora certas cousas (…). Dante eno alfeysarã. IX dias de Juynho.
A povoação recebeu Carta de Foral em 1332, dada pela Abadia de Alcobaça e pelo abade D. João Martins. Esta carta foi confirmada em 1422, pelo abade Fernão do Quental (ou Fernando Quental), e novamente confirmada, em 1514, pelo rei D. Manuel (1495-1521).

### Do terramoto de 1755 aos nossos dias
Progressivamente assoreado, ainda ao fim do século XVI estimava-se que este porto acolhia oitenta navios de alto bordo. O castelo, em cujo paço se albergavam os soberanos a caminho de Alcobaça, foi parcialmente destruído pelo terramoto de 1755, perdendo importância desde então.
O castelo e seus domínios permaneceram na posse da Abadia de Alcobaça até à extinção das Ordens Religiosas por D. Maria II (1826-1828; 1834-1853) em 1834, quando passaram para a posse da Fazenda Nacional. O terreno do castelo esteve, desde então, na posse de particulares de Rio Maior e das Caldas da Rainha. No século XX, desde a década de 1920 à de 1970, foi propriedade do Dr. Júlio Ferrari. Desde então, encontra-se na posse de uma família de Alfeizerão.
Em 1973 foi formulada uma proposta de limpeza e consolidação das ruínas, com a prospecção arqueológica do sítio, homologado como Imóvel de Interesse Público por Despacho de 9 de Dezembro de 1974. Os trabalhos, entretanto, não tiveram lugar desde então, e assim, ano após ano, o estado de conservação do sítio tem piorado - sendo pouco visível o que resta.
A povoação onde está implantado alcançou entretanto fama gastronómica internacional em virtude do seu pão-de-ló.

## Características
O castelo apresentava planta retangular, em estilo românico. As suas muralhas, em cantaria de pedra, eram reforçadas, originalmente, por oito cubelos semi-circulares. Na praça de armas, descentrada a Leste, erguia-se a Torre de Menagem, de planta quadrada.
Chegaram até aos nossos dias a parte inferior de um pano de muralha, ligando os restos de dois cubelos. Sobre um deles está implantado, modernamente, um marco geodésico.